# ستيشما تشاند
ستيشما تشاند (بالنيبالية: सिताश्मा चन्द)‏ هي عارضة أزياء محترفة وملكة جمال نيبالية، ولدت في 31 أكتوبر 1983 في كاتماندو، نيبال. فازت بلقب ملكة جمال نيبال عام 2007.